# Walerian Kierzkowski
Bp elekt Walerian Kierzkowski (ur. 7 grudnia 1905 w Papierni, zm. 19 maja 1979 roku we Wrocławiu) – biskup elekt Kościoła Polskokatolickiego w RP, w latach 1968–1979 administrator diecezji wrocławskiej Kościoła Polskokatolickiego w RP. 21 lipca 1971 roku wybrany na biskupa elekta, nie otrzymał nigdy święceń biskupich.

## Życiorys
Walerian Kierzkowski urodził się 7 grudnia 1905 roku w Papierni. W 1921 roku ukończył Szkołę Podstawową, a w 1926 roku Państwowe Seminarium Nauczycielskie w Solcu nad Wisłą. W latach 1926–1930 pracował w szkolnictwie. W tym czasie na Kielecczyźnie poznał organizujący się Polski Narodowy Kościół Katolicki (od 1951r. nosi w Polsce nazwę: Kościół Polskokatolicki w RP) i wstąpił do Seminarium Duchownego PNKK w Krakowie. W czasie studiów w seminarium w grudniu 1932 roku otrzymał święcenia niższe oraz subdiakonat, natomiast święcenia wyższe otrzymał 15 sierpnia 1933 roku w Krakowie. Ówczesny administrator PNKK skierował go do pracy na Lubelszczyźnie. II wojnę światową spędził w Tarnogórze, następnie posługiwał w parafiach na ziemiach odzyskanych.
Od 8 maja 1968 roku sprawował urząd kanclerza kurii biskupiej diecezji wrocławskiej. W związku z wakansem na stanowisko Ordynariusza Diecezji Wrocławskiej, Rada Kościoła na posiedzeniu w dniu 15 grudnia 1968 roku powierzyła ks. Kierzkowskiemu pełnienie obowiązków administratora diecezji wrocławskiej. 16 maja 1969 roku Rada Kościoła ustanowiła go administratorem diecezjalnym. Urząd ten piastował do dnia 21 lipca 1971 roku, tj. do czasu wyboru przez Pierwszy Synod Diecezji Wrocławskiej na stanowisko biskupa elekta. Kierował diecezją do końca 1977 roku, kiedy zastąpił go ks. mgr Antoni Pietrzyk.